# تيتانات زركونات الرصاص
تيتانات زركونات الرصاص هو مركب لاعضوي له الصيغة الكيميائية النسبية (Pb[ZrxTi1−x]O3 0≤x≤1) ويرمز له اختصاراً PZT، وهو مادة سيراميكية من نمط بيروفسكيت، وتظهر خواصاً كهربائية انضغاطية مميزة.
حضر المركب لأول مرة سنة 1952 في معهد طوكيو للتكنولوجيا.
نظراً لخواص المركب الفيزيائية والكيميائية المميزة فله العديد من التطبيقات الصناعية.